# عين الجديدة
عين الجديدة هي قرية لبنانية من قرى قضاء عاليه في محافظة جبل لبنان.